# Anamorfoza
Anamorfoza (grško αναμόρφωση, anamorphosis - preoblikovanje) je glede na optične zakone izmaličena ali varljiva risba, ki dobi ob določenih pogojih normalen videz. Primer anamorfnih slik so tudi označbe na cestišču, ki so iz vozila videti okrogle, čeprav so v resnici narisane ovalne.
- Holbeinova slika Ambasadorja, z anamorfnim madežem spodaj.
- Če sliko pogledamo z leve, madež postane lobanja.